# Günter Bust
Günter Bust (* 12. Juli 1930 in Großottersleben, heute Magdeburg; † 27. Mai 2005 in Schönebeck) war ein deutscher Musikpädagoge und Komponist.

## Leben
Günter Bust besuchte zunächst die 23. Magdeburger Gemeindeschule, dann von 1941 bis 1945 das Musische Gymnasium Leipzig. Nach den Luftangriffen auf Leipzig erfolgte 1943/44 die Evakuierung der Schule nach Nossen. Zum Kriegsende hielt er sich in Zschopau auf.
Nach dem Abitur am Domgymnasium Magdeburg studierte er von 1949 bis 1953 Schulmusik bei Fritz Reuter und Slawistik an der Martin-Luther-Universität Halle-Wittenberg. Anlässlich des Deutschlandtreffens der Jugend in Ost-Berlin 1950 gründete er den „Zentralen Chor“. Dieser gilt als Vorläufer des Universitätschores Halle „Johann Friedrich Reichardt“.
Bust war dann als Lehrkraft in Halberstadt und Dessau tätig. Von 1956 bis 1963 war er Fachrichtungsleiter Musik am Institut für Lehrerbildung in Weißenfels. Danach lehrte er an der Käthe-Kollwitz-Oberschule in Schönebeck.
Von 1967 bis 1995 war er Leiter der Georg-Philipp-Telemann-Musikschule Magdeburg, wo er Musiklehre, Schulpraktisches Spiel und Viola unterrichtete. Außerdem stand er dem dortigen Jugendsinfonieorchester vor. An der Musikschule richtete er ein Sekretariat des Arbeitskreises „Georg Philipp Telemann“ ein. Dieses wurde 1985 zum Zentrum für Telemann-Pflege und -Forschung. Bust installierte auch eine Musikalische Vorschulerziehung. Ferner machte er Magdeburg zum Spielort für den Kammermusikwettbewerb der DDR. 1976 schuf er an der Musikschule eine Komponistenklasse.
Auf dem Turm des Rathauses Magdeburg initiierte er 1974 das erste neue Carillon der DDR. 1978 wirkte er am Aufbau er Außenstelle Magdeburg der Hochschule für Musik und Theater „Felix Mendelssohn Bartholdy“ Leipzig mit. Ab 1990 war er Lehrbeauftragter am Institut für Musik der Otto-von-Guericke-Universität Magdeburg. Er lehrte Schulpraktisches Spiel, Generalbass und Partiturspiel. Weiterhin war er Mitbegründer der Verbandes der Musikschulen des Landes Sachsen-Anhalt, des Landesmusikrates Sachsen-Anhalt, des Landesverbandes Deutscher Musikschaffender Sachsen-Anhalt und des Landesmusikfestes Sachsen-Anhalt.
Bust war Bratscher des König-Streichquartetts Magdeburg. Außerdem spielte er im Magdeburger Kammerorchester und im Akademischen Orchester der Otto-von-Guericke-Universität Magdeburg, das er von 1997 bis 2001 leitete. Er war auch als Bearbeiter, Arrangeur und Komponist tätig.
Im Jahr 2005 wurde er mit dem Telemann-Pokal des Telemann-Arbeitskreises ausgezeichnet.